# Belleoram
Belleoram est une ville située sur la côte de la baie Fortune de l'île de Terre-Neuve dans la province de Terre-Neuve-et-Labrador au Canada.
La communauté est assise sur une étroite bande de terre ourlée entre la baie et les collines escarpées qui se dressent derrière elle. Belleoram possède un grand port et un abri contre la mer, avec la protection d'un brise-lames naturel.
Belleoram, une communauté de pêcheurs, avait une usine de transformation du poisson qui a fermé ses portes en 1989. L'aquaculture et la ferme de pêche sont d'importants moteurs économiques.
L'église anglicane de Belleoram, connue localement sous le nom de "cathédrale de la côte sud" a été construite en 1891 et consacrée comme église Saint-Laurent en 1901. L'église est représentative de l'architecture gothique, un style d'architecture développé en Europe occidentale entre le 12ème et XVIe siècles.

## Annexe